# Marie Smith Jones
Marie Smith Jones (in ihrer Muttersprache Udach' Kuqax*a'a'ch (Klang, der die Menschen von weit her ruft)) (* 5. Mai 1918 in Cordova, Alaska; † 21. Januar 2008 in Anchorage) war die letzte Sprecherin der Sprache der Eyak in Alaska. Sie war Häuptling und zugleich die letzte Angehörige des Stammes, die nur Eyak-Vorfahren aufwies.
Marie Smith Jones wuchs in einer Zeit auf, als der traditionelle Lebensstil ihres Stammes schon fast ausgelöscht war. Sie musste schon als Kind im Alter von zwölf Jahren in einer der Fischzuchten arbeiten, die die Wildfische verdrängten. Als sie 15 war, wurde ihr Stamm, der schon nur noch aus wenigen Dutzend Mitgliedern bestand, als einer der letzten in den USA anerkannt.
Als die US-Behörden feststellten, dass im Eyak-Gebiet mehrere Stämme lebten, ließen sie auch die nach Cordova gekommenen Indianer, Aleuten und Eskimos in die Stammesversammlung eintreten. Die Eyak wurden dadurch zur kleinen Minderheit im eigenen Gebiet. Als entgegen getroffener Absprachen am Eyak River der Holzeinschlag begann, versuchte sich Marie Smith Jones als Mitglied des Rates dagegen zu wehren, doch den Stammesrat interessierten die kulturellen Artefakte am Eyak River wenig und so gingen sie verloren.
Jones zog Anfang der 1970er Jahre nach Anchorage, um ihren Kindern, die dort lebten, näher zu sein. Möglicherweise hing ihre kurzzeitige Alkoholabhängigkeit mit diesem Umzug zusammen, doch löste sie sich bald davon.
Nach dem Tod ihrer Schwester Sophia im Jahr 1993 engagierte sich Marie Smith Jones als letzte Sprecherin für den Erhalt der Eyak-Sprache. Von 2000 bis 2005 arbeitete sie am Eyak Language Project, das jedem die Möglichkeit geben sollte, die Sprache zu lernen.
Jones starb am 21. Januar 2008. Von den neun Kindern, die sie mit dem Fischer William F. Smith aus Oregon hatte (sie heirateten 1948), lebten bei ihrem Tod noch sieben. Jones hatte ihnen Englisch beigebracht und nicht Eyak, in der Annahme, dass dies für sie nützlicher sei.

## Film
- Laura Bliss Spaan: More than Words… The Life and Language of Eyak Chief Marie Smith, Filmbeitrag von 1996.